# Potencia intermedia
| Potencias mundiales que cumplen con todos los criterios |
| --- |
| Alemania, Estados Unidos, Francia, India, Japón y Reino Unido. |
| Potencias mundiales con un puntaje Libertad en el mundo insuficiente |
| China y Rusia. |
| Potencias intermedias consolidadas |
| Argentina, Australia, Austria, Bélgica, Brasil, Canadá, Corea del Sur, Chile, Dinamarca, España, Finlandia, Italia, Noruega, Países Bajos, Perú, Suecia y Suiza. |
| Potencias intermedias emergentes |
| Argelia, Angola, Arabia Saudita, Bangladés, Colombia, Egipto, Emiratos Árabes Unidos, Filipinas, Grecia, Indonesia, Irak, Kazajistán, Kuwait, Malasia, Marruecos, México, Nigeria, Pakistán, Polonia, Portugal, República Checa, Rumania, Sri Lanka, Sudáfrica, Tailandia, Turquía, Ucrania y Vietnam |

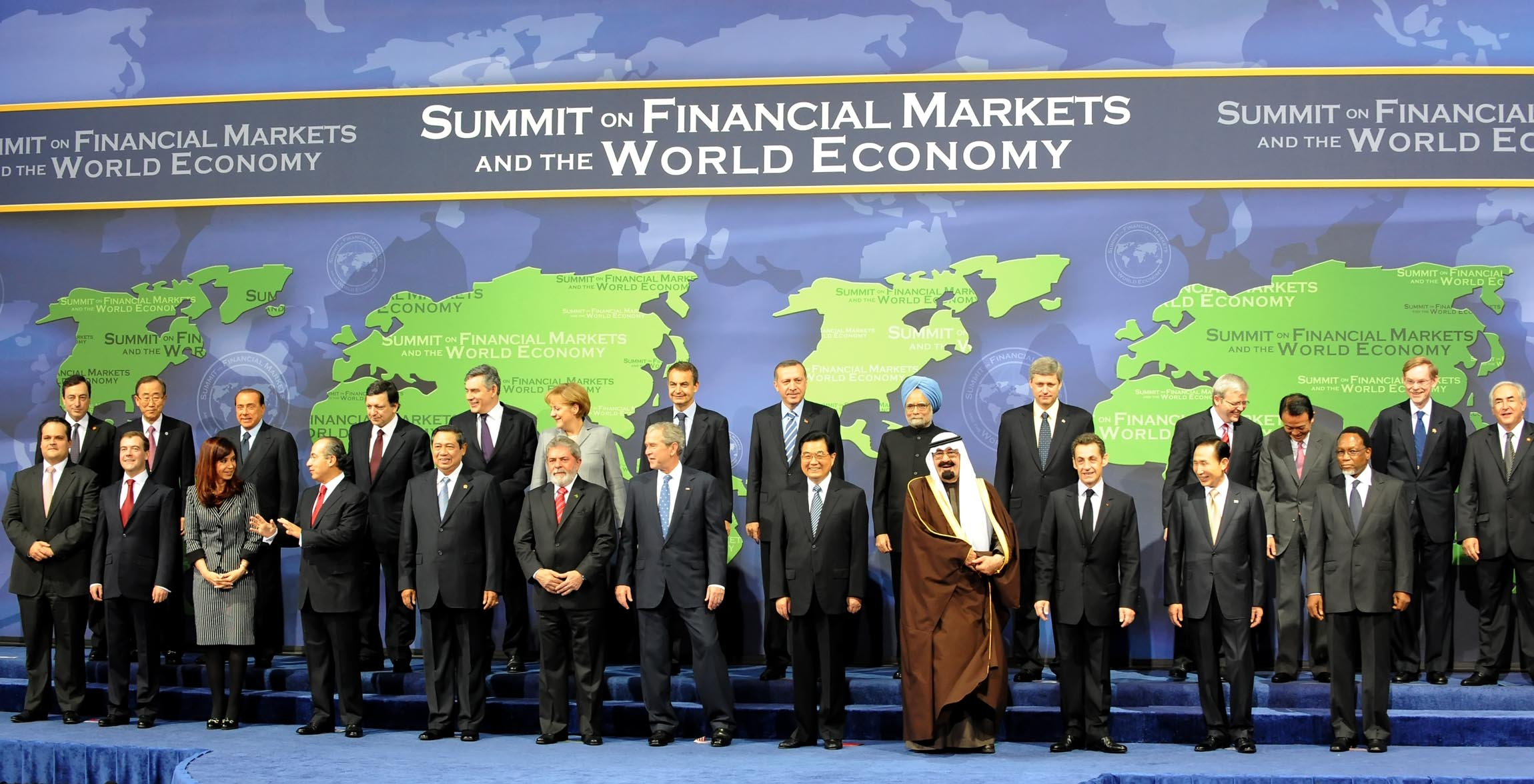
Cumbre de Washington

Potencia intermedia se refiere en geopolítica a los Estados que no son superpotencias o hiperpotencias, pero que tienen una gran, reconocida y significativa influencia internacional. No existe una especificación definitoria de cuáles países son potencias intermedias o semiperifericos. 
No existe un modelo sobre el cual los teóricos coincidan sobre cuáles estados son potencias intermedias. Algunos estudiosos utilizan el índice del producto interno bruto (PIB) como elemento determinante de dicha clasificación como poder intermedio mundial. Económicamente los poderes intermedios son aquellos que por lo general no pueden ser considerados potencias mundiales, pero tampoco pequeñas economías. Sin embargo, la economía no es siempre un factor determinante en dicho concepto. Desde una perspectiva más original del término, una potencia intermedia es aquella que tiene una cierta influencia global pero no dominante sobre ningún área. Por otro lado, este uso no es universal y algunos definen potencia intermedia como aquellas naciones o estados que tienen un gran poder regional, pero no mundial.
La tabla a la derecha muestra una lista de países que han sido llamados poderes intermedios por académicos y expertos. Algunos estudios piensan que China, Francia y Rusia son superpotencias y no poderes intermedios debido a su posición en el Consejo de Seguridad de la ONU y sus gastos en armamento nuclear. Otros incluyen también a Alemania, Brasil, Japón e Italia debido a su gran influencia económica global. La brecha entre la lista de poderes intermedios y las superpotencias demuestra que no existe un acuerdo intelectual.

## Conceptos
El término "potencia" se aplica a los Estados o agentes de las relaciones internacionales que han alcanzado una situación militar victoriosa o un estado de seguridad nacional que proteja su soberanía o intereses estratégicos de cualquier desafío dentro del sistema internacional. El término "poder", en la esfera internacional, también se usa para describir los recursos económicos y capacidades de un Estado. Este uso tiende a conformar una definición cuantitativa —del tipo de las que usan los geopolíticos y militares— donde las capacidades se entienden en términos tangibles y mensurables.
Independientemente de la "cantidad" de poder, es determinante la posición relativa de una potencia frente a las demás en una “escala de poder” o jerarquía de potencias. Gran parte de la bibliografía sobre el tema se dedica a decidir qué Estados alcanzan determinados niveles dentro de la clasificación de potencias, y al establecimiento de criterios de medición del poder internacional como una variable. Algunos autores hacen principalmente referencia a aspectos ligados a la capacidad de actuación o capacidad de proyección de poder de una determinado país —potencia global, potencia continental, potencia regional, potencia local, potencia o hegemonía en ciertas áreas—, haciendo así alusión a la "dimensión" o "tamaño" o "alcance" del poder en cuestión (hiperpotencia, superpotencia, potencia mundial, potencia regional, potencia intermedia, potencia emergente).

## Poder nuclear de países intermedios
Otros países han tratado de acceder a este club nuclear en el pasado, o se sospecha que lo han hecho, pero por distintos motivos no lo lograron o desistieron. Entre ellos cabe citar a Arabia Saudita, Argentina, Australia, Brasil, Corea del Sur, Egipto, España, Irán, Irak, Libia, Polonia, Rumania, Sudáfrica, Suecia, Suiza, Taiwán y Yugoslavia. Por el contrario, Bielorrusia, Kazajistán y Ucrania heredaron armas nucleares de la Unión Soviética pero se las devolvieron o revendieron a Rusia, normalmente para su desmantelamiento.